# Рейнджли
Рейнджли (на английски: Rangely) е град в окръг Рио Бланко, щата Колорадо, САЩ. Рейнджли е с население от 2096 жители (2000) и обща площ от 10,5 km². Намира се на 1615 m надморска височина. ЗИП кодът му е 81648, а телефонният му код е 970.